# Riviera

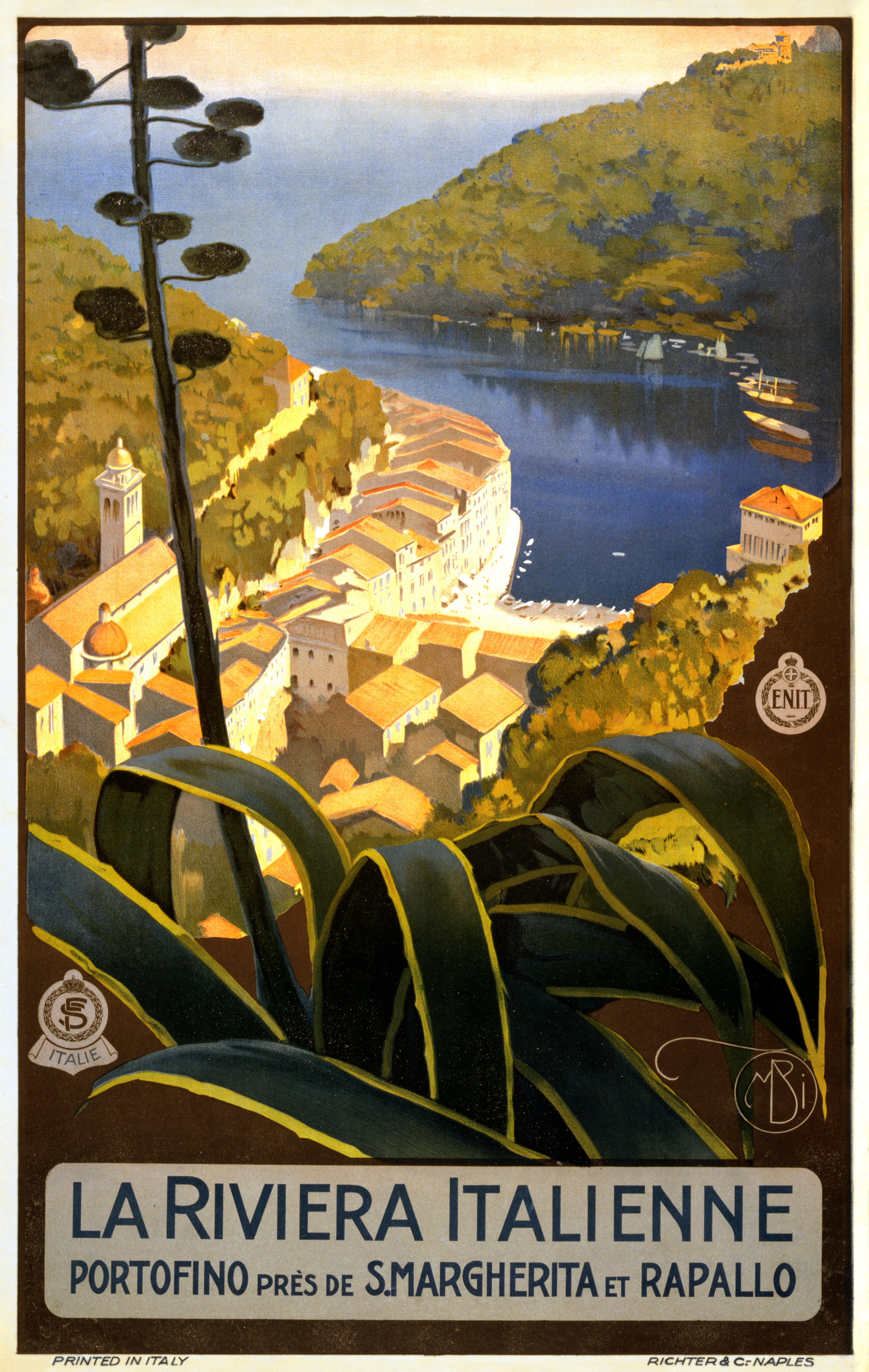
La Rivera Italienne (1920), il poster di viaggio di Mario Borgoni mostra la riviera italiana a Portofino da una terrazza sopra la costa

Una riviera è un tratto di costa e le terre che su essa si affacciano. In letteratura, il termine indica anche la riva dei fiumi e dei laghi.

## Etimologia
Il termine riviera ha due distinte accezioni, derivanti da due etimologie. La prima, è di diretta origine latina (da riparia) ed indica la riva di un fiume o di un lago; in letteratura infatti il termine è sinonimo di corso d'acqua.
La seconda accezione di riviera è: "tratto di costa marina" e anch'esso (come nella prima accezione) deriva dalla lingua latina, ma in questo caso la derivazione proviene dal termine ripa, che denominava un tratto di costa marina sicuro per l'approdo.

## In Liguria

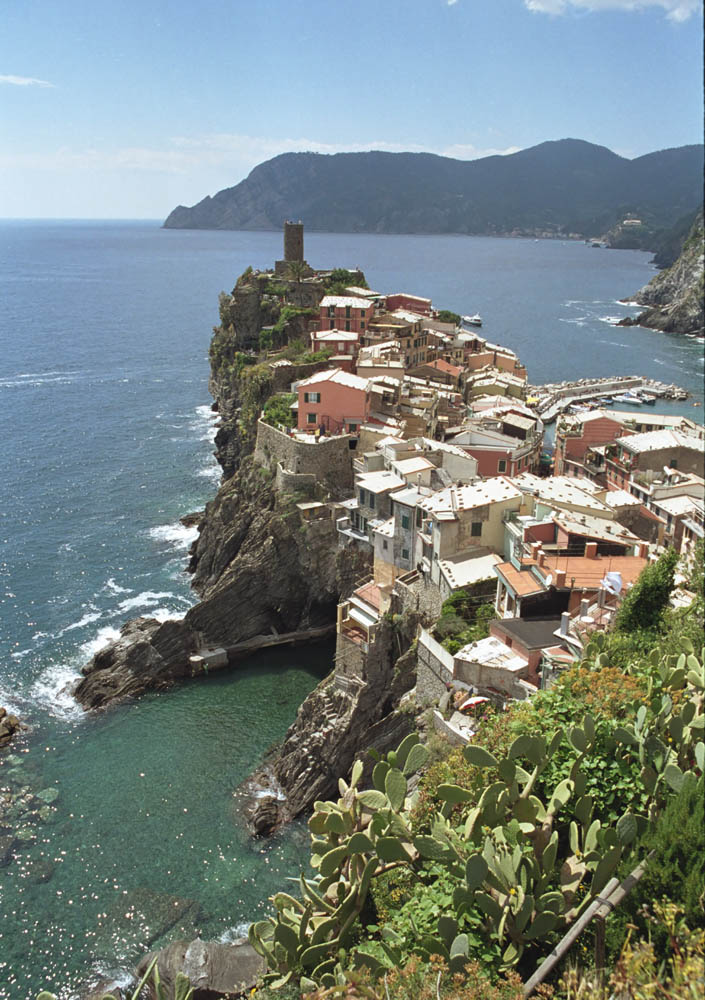
Vernazza, riviera ligure

Nel Medioevo questo termine venne adottato nel linguaggio corrente tramite i dialetti liguri, e più precisamente dal dialetto genovese, divenuto in quell'epoca una lingua franca del mar Mediterraneo, appunto, in riva.
In Liguria, l'unica riva, cioè ripa come luogo sicuro di approdo era il porto di Genova con il suo molo artificiale. Ancora oggi la palazzata anticamente prospiciente il mare si chiama Sottoripa (sottoriva - sutturiva -, in genovese).
I genovesi per schernire gli abitanti di quei tratti di costa sotto il loro dominio non protetti chiamavano quelle terre Rivèa (ripetta) che, passato all'italiano si unificò al già esistente riviera.
Sin dal Rinascimento il Duca di Mantova Vincenzo I Gonzaga si recava nel sobborgo di Sampierdarena diversi mesi l'anno per curarsi in questa zona adatta ai bagni di mare e dotata di un clima salubre; l'unica riviera storicamente riconoscibile è quindi quella ligure che va da Monaco a Capo Corvo. Per antonomasia, quindi, quando si parla di "Riviera", ci si riferisce a quella ligure.

## Estensioni del significato del termine
Dal grande prestigio che la Riviera Ligure ha nei secoli accumulato, deriva l'uso di attribuire anche ad altri tratti di costa la denominazione di "Riviera", termine seguito da specificazione geografica. Data la caratteristica geografica principale della Riviera Ligure, ossia quello di essere per la maggior parte una costa alta e rocciosa, il termine si estese (prima a livello colto, poi, dagli anni sessanta del Novecento anche a livello popolare) in primo luogo a tratti di costa dalle caratteristiche simili, come la Riviera del Garda o la Riviera del Conero.
Dagli anni cinquanta del Novecento, in corrispondenza con la grande espansione dell'attività turistica in Italia, si verificò un'ulteriore estensione dell'uso del termine, che è stato attribuito anche a tratti di costa rettilinea e sabbiosa, che hanno in comune con la Riviera ligure solo l'intensa attività turistica; si parla allora anche di Riviera romagnola, di Riviera adriatica e delle numerose "riviere" in numerosi paesi esteri.

### Riviera in Veneto
Il termine riviera ha in veneto un significato ancora diverso, e legato alla rete di fiumi e canali del territorio. Gli esempi principali di questo utilizzo sono la Riviera del Brenta, legata appunto al Naviglio di Brenta che collega Padova a Venezia; e le riviere di Padova, cioè le strade che nel centro storico del capoluogo euganeo costeggiano i canali del fiume Bacchiglione (alcuni dei quali ora tombati).